# Nyíregyháza
Nyíregyháza (IPA: /ɲireɟhazɒ/, przybliżona wymowa polska: /niredźhazo/, rum. Mestecăneşti, słow. Níreďháza) – miasto na prawach komitatu w północno-wschodniej części Węgier, stolica komitatu Szabolcs-Szatmár-Bereg.
Nyíregyháza leży nad rzeką Lónya w zachodniej części wysoczyzny Nyírség. Jest 7. pod względem liczby mieszkańców miastem Węgier (117,85 tys. w styczniu 2011 r.).
Nyíregyháza jest ośrodkiem przemysłu lekkiego – działają tu zakłady przetwórstwa owoców i warzyw oraz tytoniu i skór. Miasto jest ośrodkiem regionu sadowniczego. Nyíregyháza jest największym węzłem komunikacyjnym północno-wschodnich Węgier.

## Historia
Nyíregyháza pierwszy raz została wspomniana w roku 1209 jako Nyír (z węg. „brzoza”). Źródła z 1326 wspominają o kościele (egyház), który wówczas wybudowano – stąd drugi człon nazwy. W połowie XV wieku miasto liczyło około 400 mieszkańców. W XVI wieku, podczas tureckiej okupacji Węgier, Nyíregyházę opuszczono.
W 1711 r. miasto liczyło zaledwie 600 mieszkańców. Po zakończonym w tym roku powstaniu Franciszka II Rakoczego, populacja miasta wzrosła. Większość nowych mieszkańców pochodziła z południowej i wschodniej Słowacji. W 1786 Nyíregyháza otrzymała prawo do organizowania jarmarków cztery razy do roku. W tym okresie miasto było największym ośrodkiem regionu, liczyło już 7500 mieszkańców. W XIX wieku, po ostatecznym wykupieniu miasta z rąk jego feudalnych właścicieli, rodzin Dessewffy i Károlyi (1824), Nyíregyháza rozwijała się coraz dynamiczniej, wybudowano nowy ratusz, szpital, kilka szkół oraz pierwszą w regionie restaurację w pobliżu jeziora Sóstó.
Mieszkańcy Nyíregyházy wzięli aktywny udział w węgierskiej rewolucji i wojnie o niepodległość w latach 1848-49. Po klęsce powstania duża część mieszkańców, na czele z burmistrzem Martonem Hatzelem została aresztowana i uwięziona.

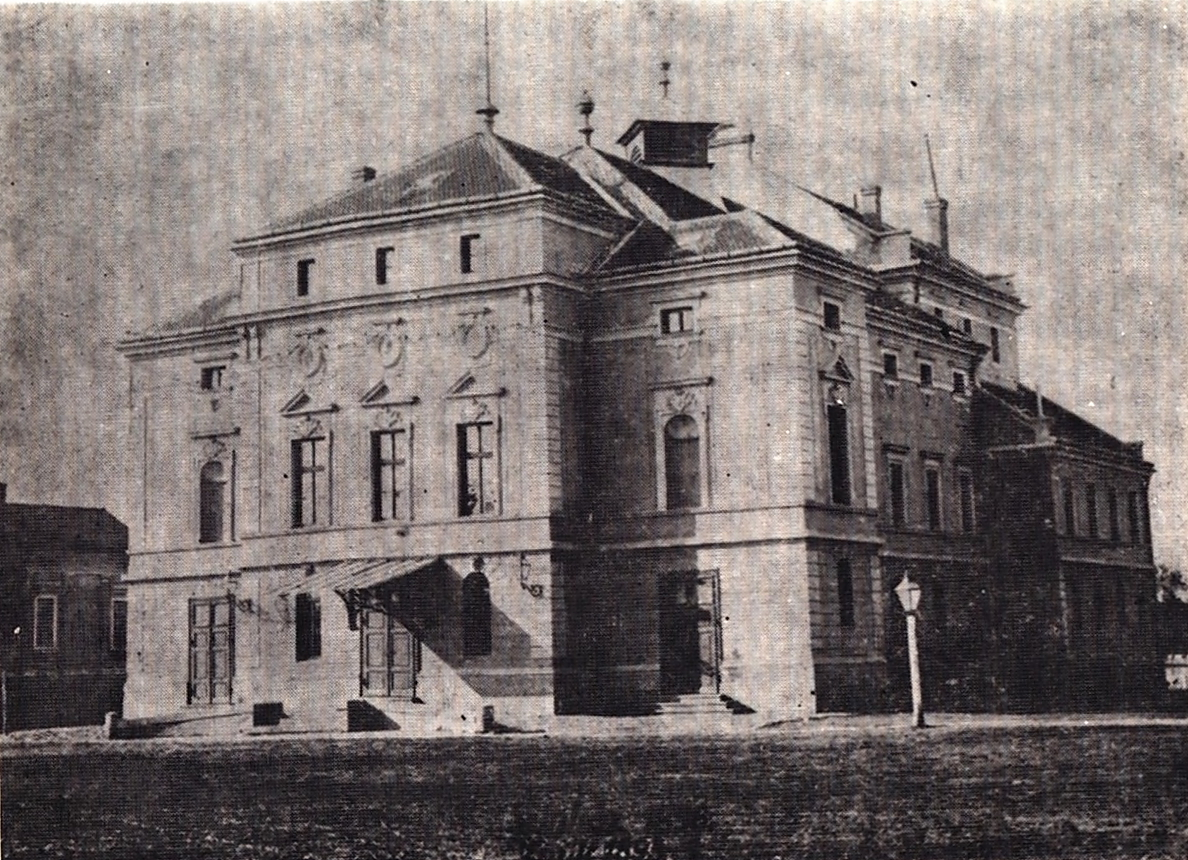
Teatr w Nyíregyházie u schyłku XIX w.

W 1876 roku Nyíregyháza stała się ośrodkiem administracyjnym komitatu Szabolcs. W 1858 roku do miasta doprowadzono kolej, a w kolejnych latach rozbudowano je, wznosząc kolejne budynki mieszkalne, pocztę, urząd telegraficzny oraz teatr. W 1911 roku zakończono budowę linii tramwajowych.
Po I wojnie światowej, przez dziesięć miesięcy miasto było okupowane przez wojska rumuńskie. W trakcie II wojny światowej ponad 6000 zamieszkujących Nyíregyházę Żydów zostało wywiezionych do obozów koncentracyjnych, a kolejne 2000 obywateli miasta – do radzieckich obozów pracy w ramach akcji Maleńkij robot.
W roku 1944 miasto zostało poważnie zniszczone przez naloty alianckie. Przez pierwsze piętnaście lat po wojnie praktycznie nie rozwijało się. Od 1960 roku obserwuje się natomiast stały rozwój i, co rzadkie na Węgrzech i w całej Europie, dodatni przyrost naturalny. Dziś Nyíregyháza jest ośrodkiem akademickim oraz przemysłowym, a także popularnym celem turystycznych wycieczek.

## Zabytki
- Wielki kościół ewangelicki (Evangélikus nagytemplom)
- Ratusz (Városháza)
- Kościół reformowany (Református templom)
- Gimnazjum Ewangelickie im. Lajosa Kossutha(inne języki) (Nyíregyházi Evangélikus Kossuth Lajos Gimnázium)
- Siedziba władz komitatu (Megyeháza)
- Teatr Zsigmonda Móricza(inne języki) (Móricz Zsigmond Színház)
- Katedra św. Mikołaja(inne języki) (Szent Miklós-székesegyház)
- Konkatedra (Magyarok Nagyasszonya Társszékesegyház)
- Willa Szwajcarska (Svájci Lak)
- Pomnik Györgya Bessenyeiego z 1899 r.
- Pomnik Lajosa Kossutha z 1912 r.

## Transport
Nyíregyháza jest największym węzłem komunikacyjnym północno-wschodnich Węgier. Zbiegają się tu linie kolejowe z przejścia granicznego Záhony-Czop, z Miszkolca i z Debreczyna oraz lokalna linia z Vásárosnamény. Stacja kolejowa Nyíregyháza. Przez miasto przebiega droga nr 4 (E573) z Debreczyna do Záhony, wybiegają stąd drogi nr 36 do Tiszavasvári, nr 38 do Szerencs i nr 41 do Vásárosnamèny oraz lokalne drogi do Nagyhalász, do Nyírbátor i do Hajdúnánás. Do miasta dociera – od strony Budapesztu – autostrada M3. Znajduje się tu także port lotniczy Nyíregyháza.

## Sport

Stadion Miejski

W mieście siedzibę mają klub piłkarski Nyíregyháza Spartacus FC i klub siatkarski Nyíregyházi FRK.

## Miasta partnerskie
- Baia Mare
- Gorlice
- Iserlohn
- Kajaani
- Preszów
- Qiryat Motzkin
- Rzeszów
- Satu Mare
- St Albans
- Użhorod
- Bielsko-Biała